# Полісся (стадіон, Лунинець)
Стадіон «Полісся» (біл. Стадыён «Палессе») — багатофункціональний стадіон у Лунинці, Берестейської області, Білорусь, домашня арена ФК «Граніт» із Мікашевичів.
Раніше стадіон був домашньою ареною ФК «Лунинець». Із середини 2000-х років домашні матчі на арені приймає ФК «Граніт» із Мікашевичів. Після виходу клубу до Вищої ліги у 2007 році на стадіоні розпочато капітальну реконструкцію, яка була завершена 2009 року.
Після капітальної реконструкції 2007—2009 років дві трибуни стадіону можуть прийняти 3090 глядачів. Західна трибуна оснащена козирком. Під час реконструкції встановлено нове електронне табло, відремонтовані прес-центр, роздягальні та підсобні приміщення. Навколо футбольного поля зі штучним покриттям облаштовано бігові доріжки.